# Storthyngura truncata
Storthyngura truncata är en kräftdjursart som först beskrevs av Richardson 1908D.  Storthyngura truncata ingår i släktet Storthyngura och familjen Munnopsidae. Inga underarter finns listade i Catalogue of Life.